# Elísio Lopes Jr.
Elísio Ferreira Lopes Junior, mais conhecido como Elísio Lopes Jr. (Salvador, 1976), é um autor, roteirista, novelista, dramaturgo, diretor artístico, escritor, gestor cultural e ativista baiano. Dentre seus principais trabalhos, estão o filme Medida Provisória e a telenovela Amor Perfeito.

## Biografia
Elísio é formado em Comunicação pela UNIFACS, pós-graduado em Fotografia, Cinema, Vídeo e Mídias Digitais na UFBA e mestre em Cultura e Sociedade pelo Pós-Cultura, programa também pertencente à UFBA. Elísio também foi gestor cultural da FUNCEB e Diretor Nacional de Fomento e Promoção da Cultura Afro-brasileira na Fundação Palmares em 2009.
Possui vários trabalhos como dramaturgo, com peças teatrais como Decameron e a arte de fornicar (adaptação da obra de Giovanni Boccaccio e dirigida por Otávio Müller), Carne Fraca, Alta Noite, Antes que Anoiteça em Mim, Liberté, A menina Edith e a velha sentada (com Lázaro Ramos), o stand-up Tia Má com a Língua Solta e o musical Dona Ivone Lara - Um sorriso negro, pelo qual foi indicado ao Prêmio Bibi Ferreira, na categoria Melhor Roteiro Original em Musicais em 2021. Sua peça mais recente é A Peleja da Santa Dulce dos Pobres, um musical que estreou em outubro de 2023 e trata da vida e das obras de Irmã Dulce.
Como escritor, Elísio publicou Carne Fraca, derivado de sua peça homônima, Trilogia da Noite, lançado em 2017 e que traz três textos teatrais (Alta Noite, Antes que Anoiteça em Mim e Liberté), e Monocontos - Histórias Para Ler e Encenar, uma coletânea de monólogos, duas peças inteiras e algumas frases esparsas, com prefácio de Paulo Lima e publicado em 2021. O livro contou com um lançamento virtual, no qual atores como Tatiana Tiburcio, Isabel Fillardis, Dan Ferreira, Lázaro Ramos e Cacau Protásio interpretaram alguns de seus monólogos.
Seu primeiro trabalho no cinema foi como roteirista do filme Medida Provisória, de 2022. O filme, baseado na peça teatral Namíbia, Não!, de Aldri Anunciação, foi a melhor bilheteria dentre os longas-metragens dramáticos nacionais e recebeu diversos prêmios, incluindo o de Melhor Roteiro no Indie Memphis Film Festival. Ele também colaborou com o roteiro de Ó Paí, Ó 2, lançado em 2023, que é a continuação do filme de 2007, que também é baseada em uma peça teatral encenada pelo Bando de Teatro Olodum. Apesar das tentativas de boicote, a continuação de Ó Paí, Ó teve boa bilheteria, figurando como o filme que mais arrecadou na região Nordeste em 2023.
Na televisão, atuou como roteirista em diversos programas da Rede Globo, como o Esquenta! e o Fantástico, dirigiu o programa Espelho, do Canal Brasil. Em 2023, estreou como autor de novelas, assumindo juntamente com Duca Rachid e Júlio Fischer o roteiro de Amor Perfeito. Atualmente, está trabalhando em um projeto de uma série com Rosane Svartman, autora de sucessos como Vai na Fé e Totalmente Demais e na telenovela A Nobreza Do Amor,  repetindo a parceria com Rachid e Fischer.
Elísio é conhecido por se posicionar de forma ativa a favor do movimento negro. Ele defende maior inclusão de artistas negros em novelas, filmes e séries, o aumento da representatividade, a importância de ter autores negros escrevendo sobre os dramas e as vivências de seu povo, e o combate à perpetuação de estereótipos raciais.

## Trabalhos

### Televisão
- Espelho (roteirista e diretor)
- Esquenta! (roteirista)
- Fantástico (roteirista)
- Lazinho com Você (redator final)
- Amor Perfeito (coautoria com Duca Rachid e Júlio Fischer)
- A Nobreza Do Amor (coautoria com Duca Rachid e Júlio Fischer)

### Cinema
- Medida Provisória (roteiro, com Lázaro Ramos, Lusa Silvestre e Aldri Anunciação)
- Ó Paí, Ó 2 (roteiro, com Viviane Ferreira, Daniel Arcades e Igor Verde)

### Teatro
- Decameron e a arte de fornicar
- Carne Fraca
- Alta Noite
- Antes que Anoiteça em Mim
- Liberté
- A menina Edith e a velha sentada
- Tia Má com a Língua Solta
- Dona Ivone Lara - Um sorriso negro
- A Peleja da Santa Dulce dos Pobres

### Literatura
- Carne Fraca (Fundação Casa de Jorge Amado)
- Trilogia da Noite (Editora Giostri)
- Monocontos - Histórias Para Ler e Encenar (Editora Malê)

## Vida pessoal
Nascido e criado em Salvador, Elísio se mudou para o Rio de Janeiro por causa de seu trabalho como roteirista e autor de novelas. Descobriu por acaso ser primo do ator e diretor Lázaro Ramos, de quem se tornou amigo e com quem trabalhou junto nos filmes Medida Provisória e Ó Paí, Ó 2, e em programas como Espelho e Lazinho com Você. É casado e pai de três filhas.